# Садек Чубак
Садек Чубак (Sadeq-e Chubak, Sadeq Chubak или Sadiq Chubak) (5 август 1916 – 3 юли 1998) е ирански писател.
Той е сред водещите представители на новото направление в персийската литература през 20 век. Автор на кратки разкази, драми и романи, творчеството му се характеризира със сюжетна заплетеност, липса на детайлизация и концентрация върху единен тематичен кръг – причина, поради която е сравнявано с персийските миниатюри.

## Биография
Садек Чубак се ражда на 5 август 1916 година в Бушир (Бушехр), голям крайбрежен град в Южен Иран. Баща му е търговец на чаршията. Отраснал в Бушир и Шираз, където получава и ранното си образование. По-късно заминава за Техеран, където учи в колежа Алборз.
След приключването на образованието си започва държавна работа като учител в Министерството на образованието в Корамшар, Югозападен Иран. През 1937 година служи като редник в армията, а по-късно като кадет в секцията по английски преводи. Първата му сбирка кратки разкази от 1945 година се казва „Хайма Шаб Бази“ („Шоуто на марионетките“). В разделената на 11 части книга Чубак изобразява разни аспекти на всекидневието. С умението си да предава вътрешните мотиви на човешкото поведение той още тогава спечелва критиката. В стила му се усещат влияния от страна на неговия ментор Седик Хедаят, а така също и от Хенри Джеймс, Ърнест Хемингуей, Уилям Фокнър. Въпреки това в творчеството на Чубак се отличават явни оригинални стилови похвати. Изявява се като умел медиатор на настроенията и реалист, влагайки в творбите си неформалния, разговорния език.
Чубак започва работа като преводач в информационния департамент на Британското посолство. През 1949 година излиза и втората му сбирка – „Бабунът, чийто палячо умря“. Следва период на творческа пауза. През 1955 година той взема участие в международен летен семинар на писателите в Харвардския университет, като представител на Иран. Вследствие на политическите сътресения, издигането и провала на премиера Мохамад Мосадек и годините на военен контрол над правителството, на писателите в Иран е даден нов устрем. През 1962 година Чобак пише сатиричната пиеса „Гумената топка“ и още на следващата година издава нова книга – първия си роман „Тангсир“, в който той разказва спомени от живота си в Бушир. Романът обаче не се радва на особено висока оценка. През 1965 и 1966 година издава съответно сборниците „Първият ден в гроба“ и „Последната милостиня“. В „Първият ден в гроба“ писателят за пореден път гледа на себе си като на част от „лошата страна“ на иранския живот. Героите му са злочести индивиди от онеправданите социални прослойки. Въпреки това основната част на тези сборници описва финансово успели, осъществили се личности, преследвани от съвестта. Така той рисува реалистична картина на бедните със смели и бързи скици от социалния живот.
През 1966 година Чубак публикува последната си творба – „Търпеливият камък“. Това е повратна точка в творчеството му. Комплексната структура на творбата и явните езотерични мотиви в нея я адресират преди всичко към една по-елитарна публика, към ценителите. Масовият читател трудно съумява да оцени същинската стойност на романа. Въпреки всичко „Търпеливият камък“ може да се осмисли и като сборник от литературни откъси, в които Чубак прави обобщение на по-ранните си творби, маркирали го като писател на отличителното в Иран, особено на социалните низини.
Краткостта на творчеството на Садек Чубак може да бъде обяснена и с яростната критика, на която е подложен главно от страна на дисиденти поети и писатели.
Чубак се изявява и като преводач. Сред преводите му са „Отело“ на Уилям Шекспир и „Алиса в Страната на чудесата и в Огледалния свят“ на Луис Карол.